# Peckiamyia pacorensis
Peckiamyia pacorensis är en tvåvingeart som beskrevs av Carroll William Dodge 1966. Peckiamyia pacorensis ingår i släktet Peckiamyia och familjen köttflugor.
Artens utbredningsområde är Panama. Inga underarter finns listade i Catalogue of Life.